# 55-ös trolibusz (Varsó)
A varsói 55-ös jelzésű trolibusz a Kazimierzowska és a Łazienkowska között közlekedett. A viszonylatot a Miejskie Zakłady Komunikacyjne w Warszawie üzemeltette. A járműveket a Chełmska kocsiszín állította ki. 1949. november 2-án indultak meg a trolibuszok a vonalon. A trolibuszjárat 1967. március 5-én megszüntetésre került.

## Útvonala
| Kazimierzowska felé                                                                                            | Łazienkowska felé                                                                                                  |
| --- | --- |
| Łazienkowska – Myśliwiecka – Górnośląska – Piękna – Koszykowa – aleja Niepodległości – Odyńca – Kazimierzowska | Kazimierzowska – Ursynowska – aleja Niepodległości – Koszykowa – Piękna – Górnośląska – Myśliwiecka – Łazienkowska |